# Älvsjö

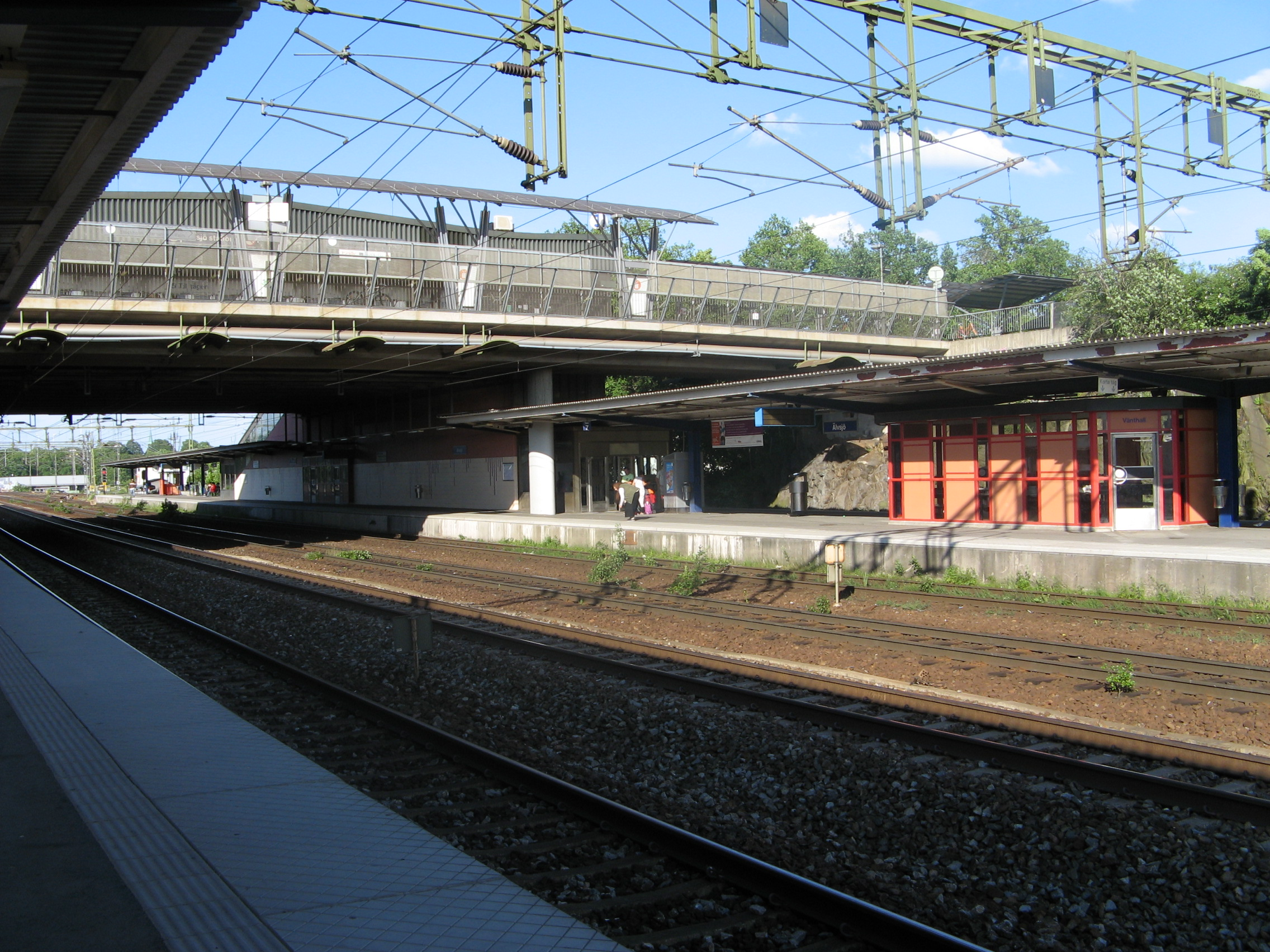
La estación de Älvsjö

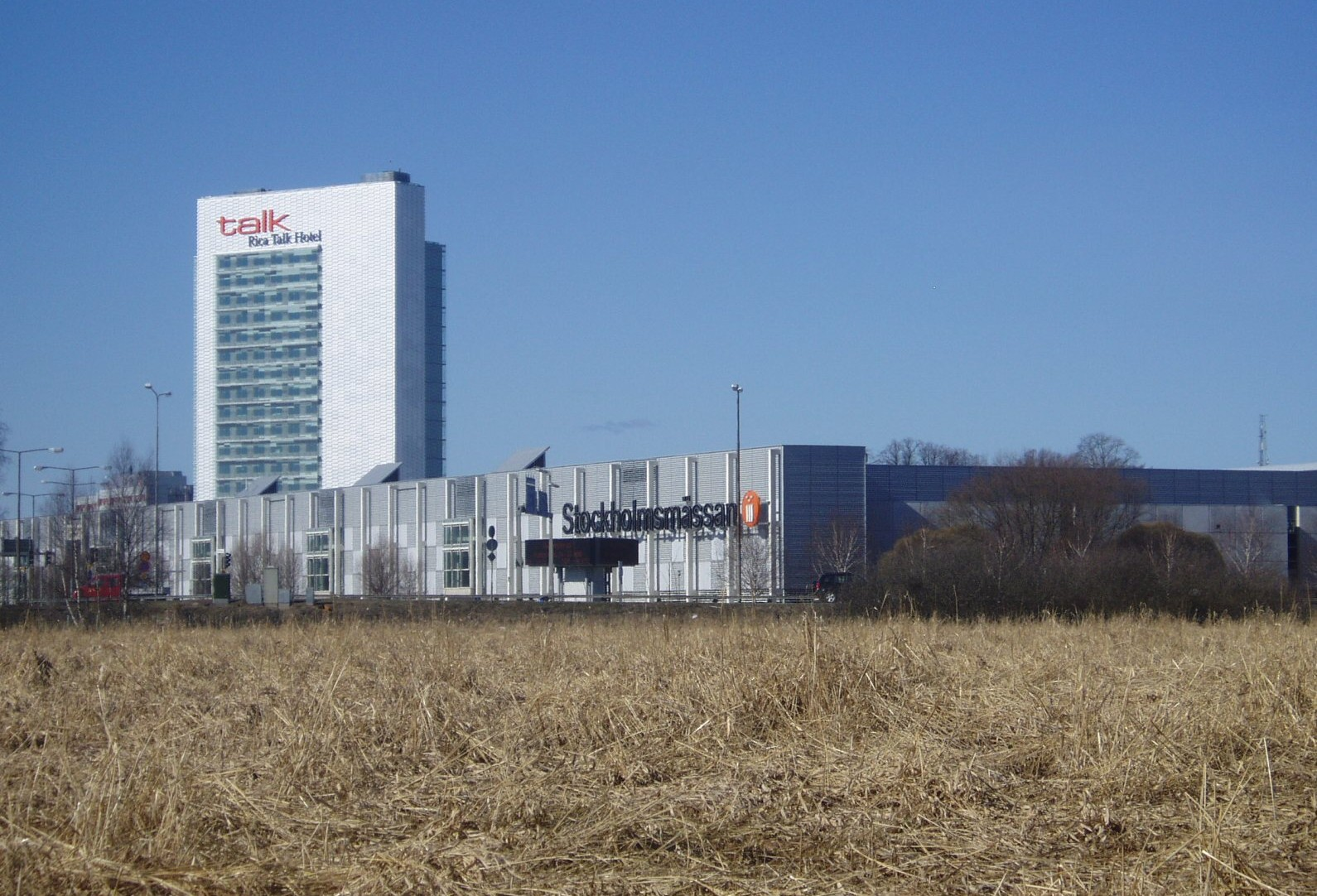
Stockholmsmässan y Rica Talk Hotel

Älvsjö es un distrito de Estocolmo, ubicado en Söderort en el sur del municipio Estocolmo. Älvsjö tiene una estación de las cercanías de Estocolmo. Al este de la estación Stockholmsmässan y Rica Talk Hotel son ubicados.